# Evoluční radiace
Evoluční radiace je v evoluční biologii proces nárůstu taxonomické diverzity nebo morfologické rozdílnosti jako důsledek adaptivních změn nebo vznikem nových nik. Radiace může ovlivnit pouze jediný klad nebo mnoho, může vzniknout rapidně, nebo být dlouhodobým graduálním procesem; pokud je rapidní a řízena pouze jedinou adaptací druhu, nazýváme ji adaptivní radiace. 

## Příklady
Nejznámějším příkladem jsou placentálové, kteří se ihned po vyhynutí dinosaurů na konci křídy začali vyvíjet v mnoho odlišných forem, čímž začali fakticky na Zemi dominovat.
Velké environmentální změny většinou nastanou, pokud se přeruší symbiotické vazby mezi organizmy v důsledku klimatických změn. Takové události (exploze) v historii probíhaly například v rámci tzv. avalonské nebo kambrické exploze.

## Evoluční radiace ve fosilním záznamu
Paleontologie je zdrojem řady záznamů evoluční radiace především skrze fosilie bezobratlých, jednoduše protože jich je v zemi k nalezení o poznání více. Z fosilního záznamu tak víme, že kupříkladu ramenonožci prošli intenzivní evoluční radiací v brzkém kambriu, po té se v ordoviku, siluru a devonu intenzita značně snižovala. Během těchto období převzala nezávisle na sobě řada druhů podobnou evoluční strategii. Tento jev se nazývá homeomorfie a je vysvětlitelný evoluční konvergencí: Pokud působí na mnoho organizmů podobný selekční tlak, vyvinou si pravděpodobně podobnou morfologii. Evoluční radiace také zahýbala amonitými, které se po slučování opět rozdělili nebo trilobity, kteří v průběhu kambria obsadili mnoho nik, dnes náležících především korýšům.

## Evoluční radiace dnes
V posledních desetiletích ovlivnily klimatické změny zvláště vývoj vrubozubcovitých. V Malawi se specializovali na mnoho různých způsobů života, jako filtrující reducenti a konzumenti šneků, řas, vajíček i ryb.